# Línea 58 de TMB
La línea 58 es una línea suprimida el 29/2/2016 y relevada por la V13 

## Horarios
| 58         | Primer servicio A: Av. Tibidabo | Primer servicio A: Pl. Cataluña | Último servicio A: Av. Tibidabo | Último servicio A: Pl. Cataluña |
| Laborables | 06:00                           | 06:25                           | 22:30                           | 23:00                           |

## Recorrido
- De Av. Tibidabo a Pl. Cataluña por: Pg. Bonanova, Pl. Bonanova, Muntaner, Gran Vía de las Cortes Catalanas, Balmes, Pelayo y Pl. Cataluña.

- De Pl. Cataluña a Av. Tibidabo por: Paseo de Gracia, Gran Vía de las Cortes Catalanas, Aribau, Vía Augusta, Santaló, Mandri, Pº Bonanova, Pl. Bonanova, Paseo de la Bonanova, Pl. John F. Kennedy y Av. Tibidabo.

## Otros datos
| Prestación                     | Disponibilidad en la línea |
| ------------------------------ | -------------------------- |
| Adaptada a                     | Sí                         |
| TMB iBus (tiempo de espera )   | Sí                         |
| Pantallas informativas         | Sí                         |
| Línea de tránsito rápido       | No                         |
| Circula los sábados y festivos | No                         |